# Космос-2240
Космос-2240 је један од преко 2400 совјетских вјештачких сателита лансираних у оквиру програма Космос.
Космос-2240 је лансиран са космодрома Плесецк, Русија, 2. априла 1993. Ракета-носач Сојуз је поставила сателит у орбиту око планете Земље. Маса сателита при лансирању је износила 6600 килограма. Космос-2240 је био осматрачки сателит.